# Kőfalu község
Kőfalu község (románul: Comuna Pietroasa) község Temes megyében, Romániában. Központja Kőfalu, beosztott falvai Felsőgörbed, Forrásfalva, Ruszkatő.

## Népessége
A 2011-es népszámlálás adatai alapján a község népessége 1120 fő volt.